# Musée Hébert (Paris)

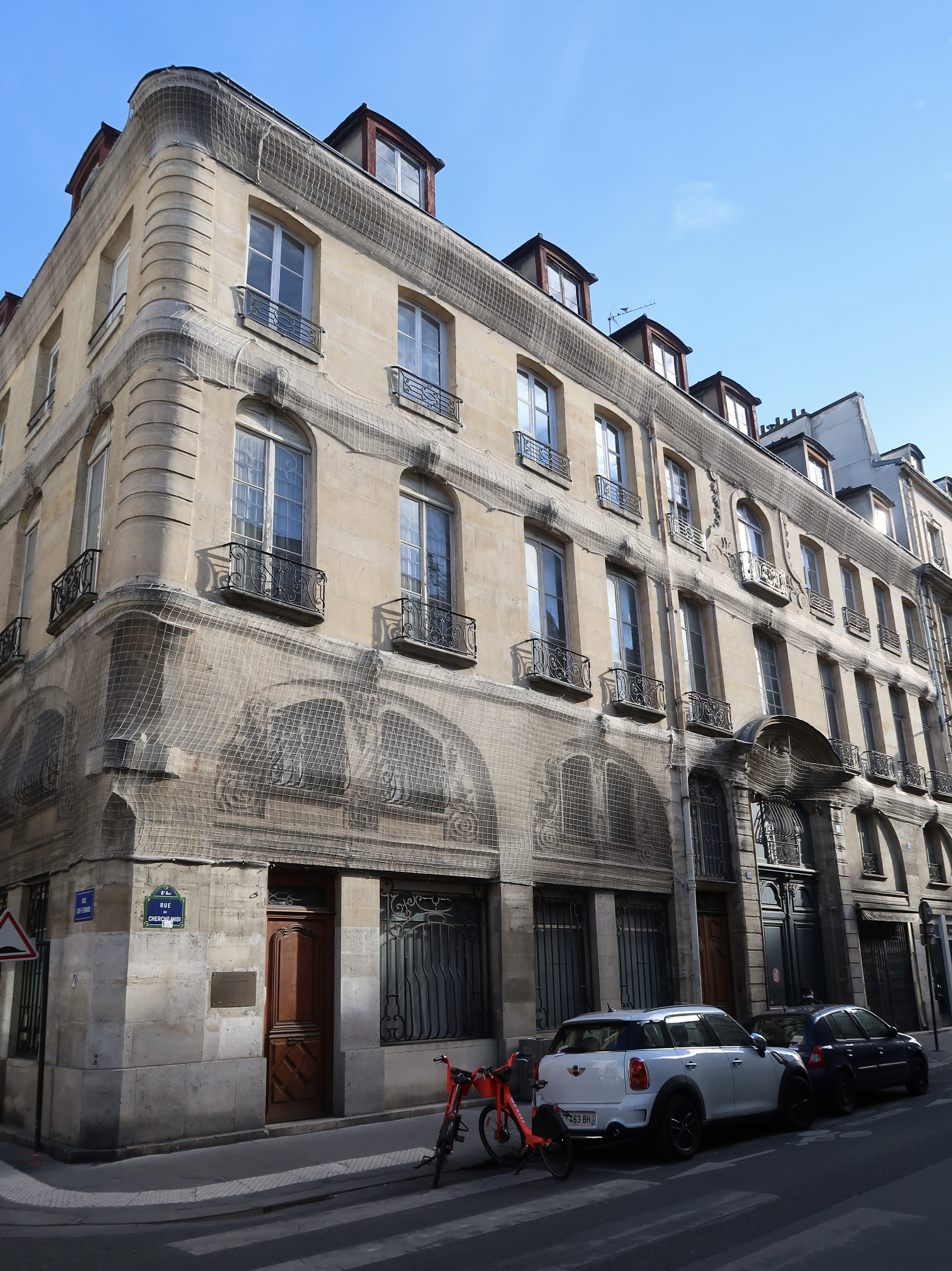
Musée Hébert, 85, Rue du Cherche-Midi

Das Musée Hébert in Paris war ein einem einzelnen Künstler gewidmetes Museum mit dem Gütesiegel Musée de France, das auf Initiative von René Patris-d'Uckermann, dem Adoptivsohn von Gabrielle Hébert und direkten Erben des französischen Malers Ernest Hébert (1817–1908), und mit seinen Schenkung an die französischen Nationalmuseen im Jahr 1978 gegründet wurde. Das Musée Hébert, das in einem ehemaligen Hôtel particulier (18. Jahrhundert) in der Rue du Cherche-Midi 85 im 6. Arrondissement von Paris untergebracht ist, war dem Andenken des Künstlers und der Aufbewahrung eines Teils seiner Werke sowie von Gegenständen aus seinem Besitz gewidmet. Seit 2004 wird es vom Musée d’Orsay verwaltet und ist endgültig für die Öffentlichkeit geschlossen.
Das Musée Hébert in Paris ist zu unterscheiden vom Musée Hébert in La Tronche bei Grenoble.

## Geschichte und Beschreibung
Das Hôtel particulier, in dem das Musée Hébert untergebracht war, wird als Petit Hôtel de Montmorency bezeichnet, um es von dem größeren Hôtel de Montmorency-Bours in derselben Straße (Nr. 89, heute die Botschaft Malis in Frankreich) zu unterscheiden. Es wurde 1743 gebaut und 1752 vom Joseph Alexandre de Montmorency, genannt le Comte de Bours, kursächsischer Generalleutnant († 13. März 1759), erworben, der 1756 das benachbarte grand hôtel bauen ließ, das 1808 von Marschall Lefebvre († 1820) erworben wurde; seine Witwe Catherine, die sogenannte Madame Sans-Gêne, die hier niemals gewohnt hat, hat das Hôtel dann verkauft. Die Fassaden de petit hôtel an der Rue du Cherche-Midi und der Rue Jean-Ferrandi sind gemäß dem Erlass vom 22. Februar 1926 als historisches Denkmal geschützt.
Das Museum war dem Werk von Ernest Hébert (1817–1908) gewidmet, der in der zweiten Hälfte des 19. Jahrhunderts insbesondere wegen seiner mondänen Porträts ein bekannter Maler war. Im Jahr 2004 wurde das Musée Hébert dem Musée d’Orsay angegliedert. Es wurde Teil des Établissement public des musées d'Orsay et de l’Orangerie, das am 1. Juni 2010 gegründet wurde.
Infolge eines erheblichen Verfalls der Gebäudestrukturen wurde dieses staatliche Museum mit einer Fläche von 2.000 Quadratmeter im Jahr 2004 geschlossen. Im Zusammenhang mit dieser Schließung berichtet Colette de Wiljes in einem Artikel in Le Bulletin d'information de SOS Paris, dass der Spender das Gebäude und seine Sammlungen dem Staat zusammen mit zwei Mietshäusern schenkte, um den Betrieb des Museums zu finanzieren. Diese beiden Immobilien wurden zwei verschiedenen Verwaltungseinheiten zugewiesen. Einerseits trug das Musée d’Orsay die Kosten des Museums; andererseits erhielt die Fondation de France die Gewinne aus den Gebäuden.
Die Schließung sollte vorübergehend sein, doch die Renovierungskosten veranlassten Anfang der 2020er Jahre eine endgültige Aufgabe des Museums. Die Sammlungen sollten auf andere öffentliche Museen, darunter das Musée-Hébert in La Tronche, verteilt werden.

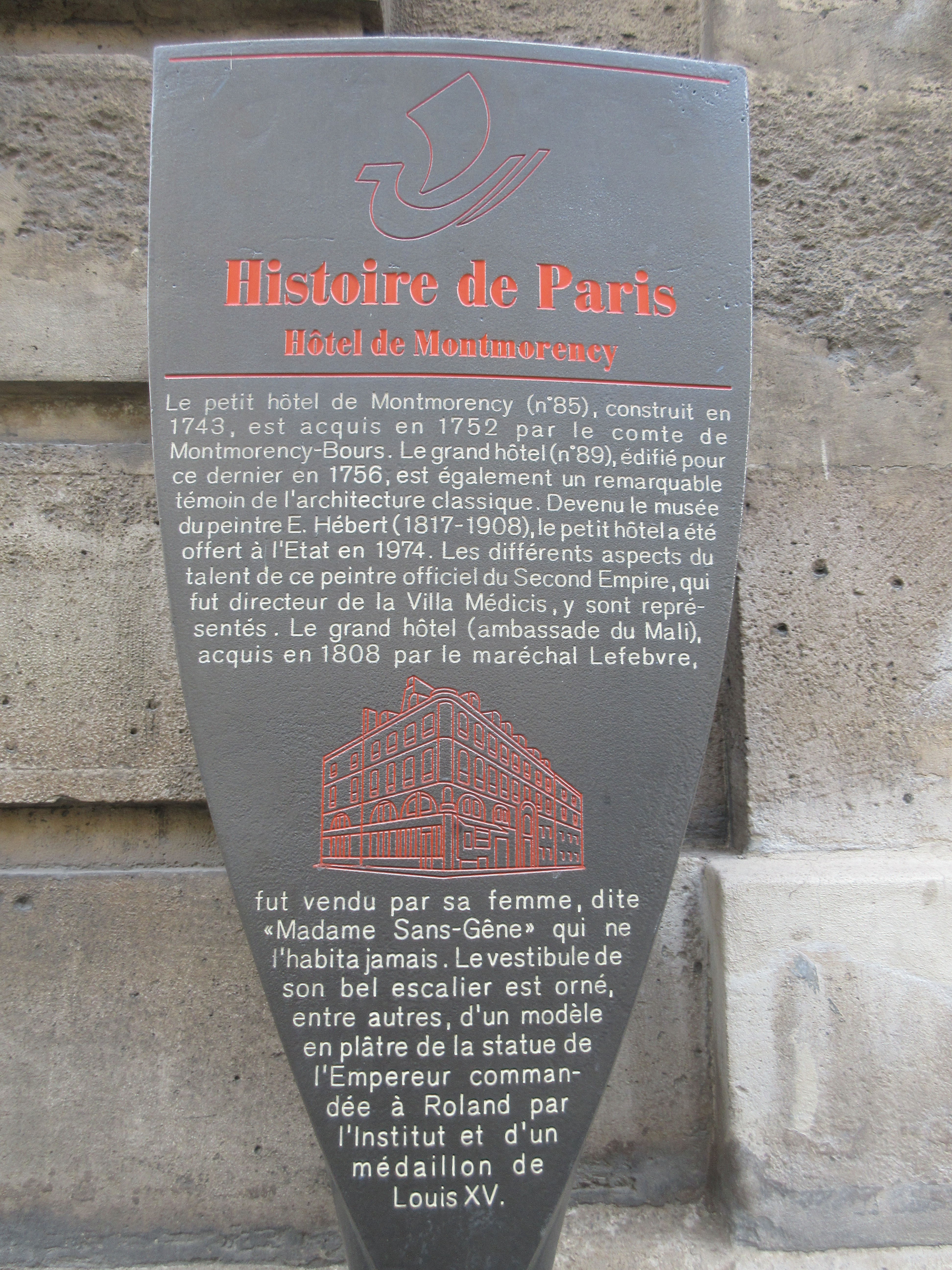
Panneau Histoire de Paris, Hôtel de Montmorency(-Bours)